# Заруцкий, Юрий Александрович
Заруцкий Юрий Александрович (8 июня 1938, Ногинск — 23 мая 2019, Новокузнецк) — советский хоккеист, мастер спорта СССР.

## Биография
Родился в Подмосковье в семье рабочих аффинажного завода. В семье было трое детей. У Юрия было две сестры: старшая — Нина и младшая — Валентина. Во время Великой Отечественной войны семья из Москвы вместе с заводом была эвакуирована в Новосибирск. В 7 классе заинтересовался гимнастикой, баскетболом, футболом, потом хоккеем. Имел спортивные разряды по гимнастике, баскетболу, футболу. Чемпион Новосибирска по хоккею с шайбой среди юношей. После окончания школы приехал в Сталинск и поступил в Сибирский металлургический институт. Дипломированный инженер-металлург. На городских играх выступал за студенческую команду «Буревестник» (Новокузнецк). На междугородних соревнованиях выступал за «Металлург» (Новокузнецк). Одновременно выступал и за футбольный «Металлург». Вскоре стал играть только в хоккей.
В 1960-х годах вместе с хоккейной командой выступал в Высшей хоккейной лиге. Чемпион РСФСР (1960). Играющий старший тренер «Металлурга» в 1968—1969. Старший тренер «Металлурга» в 1969—1970.
После окончания спортивной карьеры до выхода на пенсию (1988) работал в обжимном цехе Кузнецкого металлургического комбината. С 1988 по 2012 год работал ремонтировщиком во Дворце спорта Кузнецких металлургов.